# Phillies de Philadelphie
 Saison 2025 des Phillies de Philadelphie
Les Philipes de Philadelphie (Philadelphia Phillies en anglais) sont une franchise de baseball de la Ligue majeure de baseball basée à Philadelphie, Pennsylvanie. Ils évoluent dans la Ligue nationale. Fondée en 1883, c'est l'une des franchises les plus anciennes de l'histoire du baseball américain. Ils jouent au Citizens Bank Park, situé dans le sud de Philadelphie, depuis 2003, après avoir joué pendant près de 30 ans au Veterans Stadium.
Ils ont remporté la Série mondiale à deux reprises, en 1980 et en 2008. Les Phillies voient en 2012 se terminer une des meilleures séquences de l'histoire de la franchise, ayant terminé premiers de la division Est cinq fois de suite de 2007 à 2011, période où ils décrochent deux titres de la Ligue nationale.
Les Phillies enregistrent leur 10 000e défaite lors de la saison 2007, cap jamais encore atteint par aucune franchise sportive américaine.

## Palmarès
- Champion de Série mondiale (World Series) (2) : 1980, 2008
- Champion de la ligue nationale (8) : 1915, 1950, 1980, 1983, 1993, 2008, 2009, 2022
- Titres de division (12) : 1976, 1977, 1978, 1980, 1983, 1993, 2007, 2008, 2009, 2010, 2011, 2024
- Meilleur deuxième (1) : 2022, 2023

## Histoire

### Les débuts

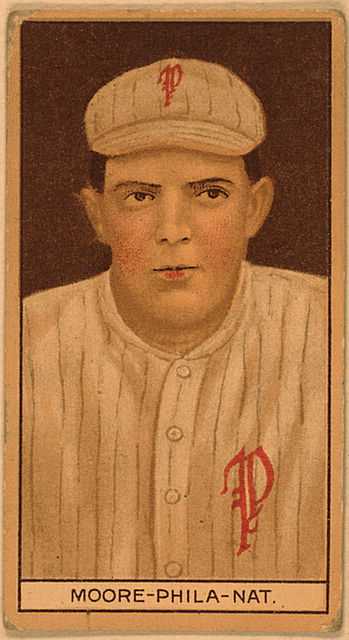
Earl Moore (1908-1913)

En 1883, Al Reach et John Rogers fondent la franchise qui s'aligne en Ligue nationale à la suite d'une expansion. Les Philadelphia Quakers font des débuts très discrets avec un pourcentage médiocre de victoires : .173.
En 1884, Harry Wright est recruté comme manager d'une franchise qui est désormais surnommé « Phillies », mais le nom de Quakers reste officiellement en usage jusqu'en 1889.
Après avoir joué au Recreation Park depuis 1883, les Phillies s'installent au Baker Bowl à partir de 1887.
Malgré quelques progrès après leur première saison catastrophique, les résultats restent décevants. Les joueurs emblématiques de cette période sont Billy Hamilton, Sam Thompson et Ed Delahanty. Ce dernier frappe quatre coups de circuit au cours d'un même match en 1896.
Les Phillies remportent leur premier fanion de la Ligue Nationale en 1915. Dans le foulée de ce titre, Philadelphie s'incline 4-1 en Séries mondiales contre les Red Sox de Boston. Le lanceur Grover Cleveland Alexander et le batteur Gavvy Cravath sont déterminants dans cette embellie sportive. Alexander est transféré en 1917, provoquant immédiatement un nette baisse de régime. Cette dernière dure trois décennies.

### Whiz Kids
On retrouve les Phillies en série mondiale en 1950. Ils sont balayés par les Yankees de New York, 4-0. Cette belle saison 1950 est le résultat d'une politique volontariste du propriétaire Robert Carpenter qui pousse à la formation de jeunes joueurs prometteurs. Ces derniers sont surnommés les « Whiz Kids ». Citons Richie Ashburn et Robin Roberts, futurs membres du Temple de la renommée.
Les Phillies survolent cette saison 1950, mais connaissent une nette baisse de régime à la fin de l'été à la suite du départ de Curt Simmons au service militaire. Ils perdent alors huit matches sur dix. Au dernier jour de la saison régulière, les Phillies ne compte plus qu'une victoire d'avance sur les Dodgers de Brooklyn, qu'ils affrontent dans un match décisif. Le match va en dixième manche. Dick Sisler frappe alors un coup de circuit à trois points donnant le fanion de la Ligue nationale aux Phillies.

### Marasme et déconvenues

Logo de 1950 à 1969

Les Whiz Kids sont un feu de paille, et les Phillies retrouvent leur niveau médiocre pendant un quart de siècle. Lors de cette période, les rivaux locaux des Athletics de Philadelphie déménagent à Kansas City (1954) qui vendent leur stade, Shibe Park, aux Phillies. Les deux formations se partageaient cette enceinte depuis 1932. Ils évoluent jusqu'en 1970 à Shibe Park, rebaptisé Connie Mack Stadium en 1952, avant de s'installer au Veterans Stadium, qu'ils partagent avec la franchise NFL des Eagles de Philadelphie.
En 1964, les Phillies semblent se diriger vers une nouvelle participation en Séries mondiales : ils comptent six victoires et demi d'avance sur les Reds de Cincinnati à douze matches de la fin du championnat. L'affaire parait entendue. La presse est tellement certaine de la qualification des Phillies qu'ils utilisent la photo du stade de Philadelphie pour illustrer l'annonce des prochaines Séries mondiales. Les Phillies signent alors dix défaites consécutives, dont sept à domicile! Les Phillies se retrouvent alors troisième de la Ligue nationale, pour échouer en deuxième position, à une victoire des Cardinals de Saint-Louis. Cette désillusion est restée sous le nom de « Phold ».

### L'âge d'or (1976-1983)
À partir de la deuxième moitié des années 1970, les Phillies connaissent quelques succès grâce à l'apport de joueurs tels que Mike Schmidt, Steve Carlton ou Larry Bowa. De 1976 à 1978, ils remportent trois titres de division d'affilée, mais se font éliminer au premiers tour des séries éliminatoires une première fois par les Reds de Cincinnati et les deux autres par les Dodgers de Los Angeles.
En 1979, les Phillies font l'acquisition de Pete Rose, convaincus que cet ajout leur permettra de remporter les grands honneurs. L'équipe remportera effectivement la première série mondiale de son histoire en 1980, à l'issue d'une série gagnée 4-2 face aux Royals de Kansas City.
En 1983, les Phillies se rendent à nouveau à la série mondiale, mais s'inclinent cette fois-ci 4-1 face aux Orioles de Baltimore.   
Au terme de cette période, l'équipe remporte cinq titres de division sur huit, deux fanions de la Ligue nationale et une série mondiale. Ils ne connaissent qu'une saison sous la barre des .500. 

### Les Phillies aujourd'hui: champions du monde 2008
Les Phillies débutent la saison 2007 avec 9 955 défaites au compteur depuis le début de leur histoire en ligue majeure. Au 7 juillet 2007, ils enregistrent leur 9 999e défaite puis alignent trois victoires de suite pour retarder l'échéance du 10 000e revers, cap jamais encore atteint par aucune franchise sportive américaine. Le 15 juillet 2007, devant les caméras d'ESPN qui retransmettait la rencontre en direct en couverture nationale aux États-Unis, les Phillies s'inclinent 10-2 contre les Cardinals de Saint-Louis, atteignant ainsi le cap des 10 000 défaites.
Le 12 septembre 2007, les Phillies comptent sept victoires de retard sur les Mets de New York. Au soir du 30 septembre, les Phillies enlèvent le titre de la Division Est avec une victoire d'avance sur les Mets à la suite d'une série de 12 victoires pour trois défaites lors de la deuxième quinzaine de septembre.
Après ce retour historique, les Phillies s'écroulent 3-0 contre les Rockies du Colorado dès le premier tour des play-offs.
Ils remportent à nouveau le titre de division l'année suivante, puis écartent successivement les Brewers de Milwaukee en série de division, les Dodgers de Los Angeles en finale de la Ligue nationale, et enfin les Rays de Tampa Bay (4-1) en série mondiale pour s'adjuger leur second titre en 126 ans d'histoire. Le lanceur Cole Hamels est élu meilleur joueur de cette finale.
De retour en finale la saison suivante, les Phillies conservent leur titre de la Ligue nationale mais sont incapables d'aligner deux titres mondiaux d'affilée puisqu'ils s'inclinent en six matchs devant les Yankees de New York en Série mondiale 2009.
En 2010, les Phillies font l'acquisition de l'as lanceur Roy Halladay des Blue Jays de Toronto. Ce dernier connaît une saison exceptionnelle, couronnée par la réception du trophée Cy Young du meilleur lanceur. Halladay lance un match parfait en mai et passe encore à l'histoire dans la Série de divisions entre les Phillies et les Reds de Cincinnati alors qu'il devient le deuxième lanceur, et le premier depuis 1956, à réussir un match sans point ni coup sûr en éliminatoires. Philadelphie remporte son quatrième titre de la division Est en autant d'années, élimine Cincinnati, mais est renversé par les futurs champions du monde, les Giants de San Francisco, en Série de championnat de la Ligue nationale.
En 2011, les Phillies rapatrient Cliff Lee, qui avait brièvement lancé pour eux en 2009. Avec Halladay, Lee, Cole Hamels, Roy Oswalt et les débuts remarqués de la recrue Vance Worley, les Phillies ont l'une des rotations de lanceurs partants les plus dominantes de l'histoire. Les Phillies remportent leur 5e titre de section consécutif avec un record de franchise de 102 victoires en saison régulière, la meilleure performance de tout le baseball. Cette saison se termine toutefois sur une grande déception puisque dès la Série de divisions, ils sont éliminés en cinq parties par le club qui, encore une fois, décroche plus tard le titre mondial, les Cardinals de Saint-Louis.
Le 1er mars 2018, les Phillies offrent le plus gros contrat de l'histoire de la MLB au champ extérieur Bryce Harper avec un contrat de 13 ans et 330M de dollars. L'équipe fait l'acquisition d'un autre as cogneur, Kyle Schwarber en 2022. Portés par leur attaque, les Phillies atteignent la série mondiale en 2022 et s'inclinent 4-2 contre les Astros de Houston. En 2023, ils se rendent à nouveau en séries éliminatoires, jusqu'à la finale de la Nationale, qu'ils échappent 4-3 contre les Diamondbacks de l'Arizona.  

## Trophées et honneurs individuels

### Phillies auHall of Fame

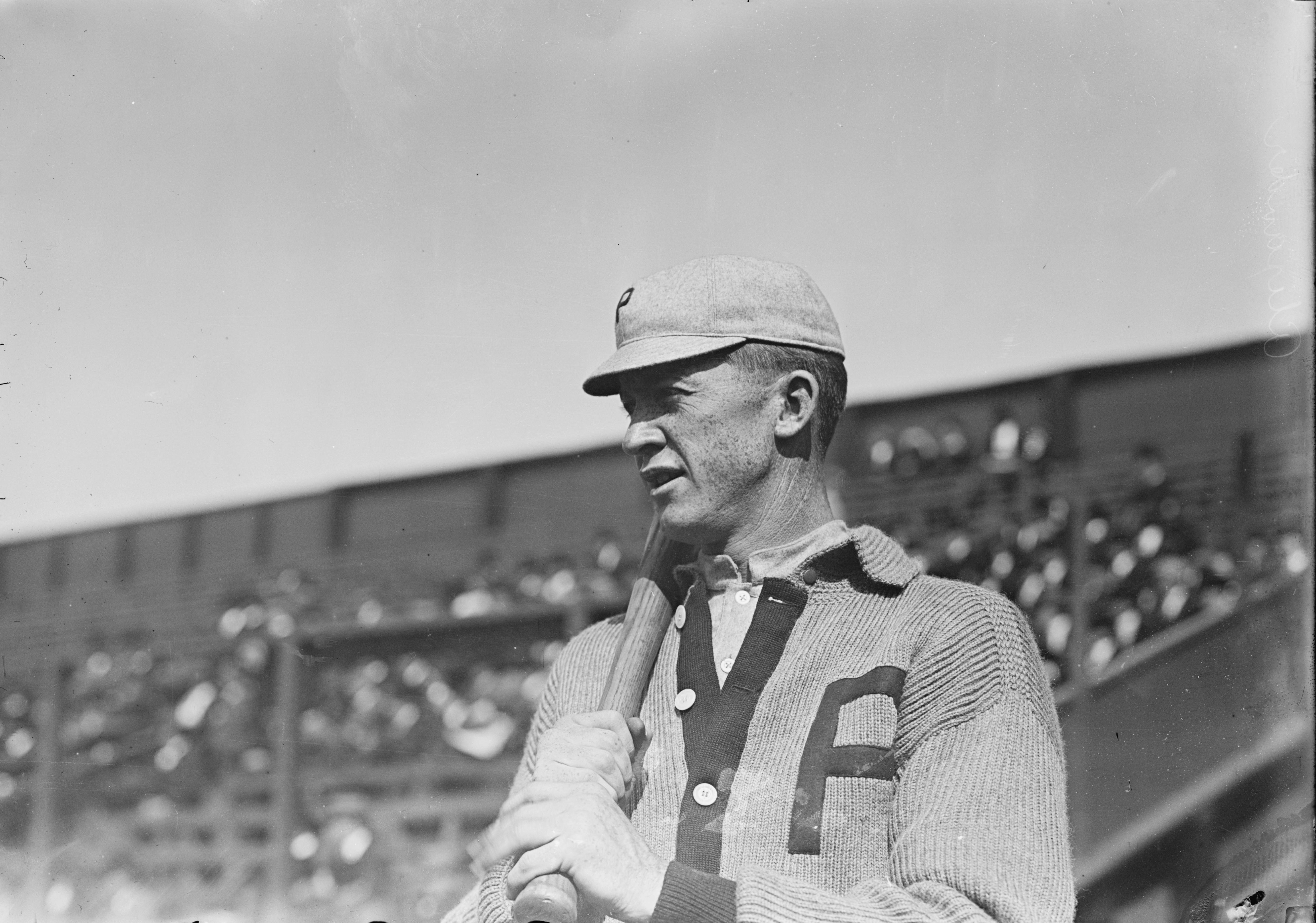
Grover Cleveland Alexander

| - Grover Alexander - Sparky Anderson - Richie Ashburn - Dave Bancroft - Chief Bender - Dan Brouthers - Jim Bunning - Steve Carlton - Roger Connor - Ed Delahanty - Hugh Duffy - Johnny Evers |  | - Elmer Flick - Jimmie Foxx - Billy Hamilton - Bucky Harris - Ferguson Jenkins - Hughie Jennings - Tim Keefe - Chuck Klein - Nap Lajoie - Pedro Martínez - Tommy McCarthy |  | - Joe Morgan - Kid Nichols - Tony Pérez - Eppa Rixey - Robin Roberts - Scott Rolen - Mike Schmidt - Casey Stengel - Sam Thompson - Lloyd Waner - Hack Wilson - Harry Wright |

### Numéros retirés
- 1 Richie Ashburn, champ extérieur, 1948-59
- 14 Jim Bunning, lanceur, 1964-67, 1970-71
- 20 Mike Schmidt, 3e but 1972-89
- 32 Steve Carlton, lanceur, 1972-86
- 36 Robin Roberts, lanceur, 1948-61
- 42 Jackie Robinson, retiré par la MLB

De plus, Grover Cleveland Alexander, lanceur, 1911-17 & 1930, figure sur le mur des numéros retirés. Toutefois, il jouait à une époque où les joueurs ne portaient pas de numéros. Même cas pour Chuck Klein, champ droit, 1928-33, 1936-39, 1940-44 ; instructeur, 1942-45, qui a connu comme joueur le numérotage l'introduction du numérotage (1932). Il porta principalement le numéro 3.

### Autres trophées et honneurs

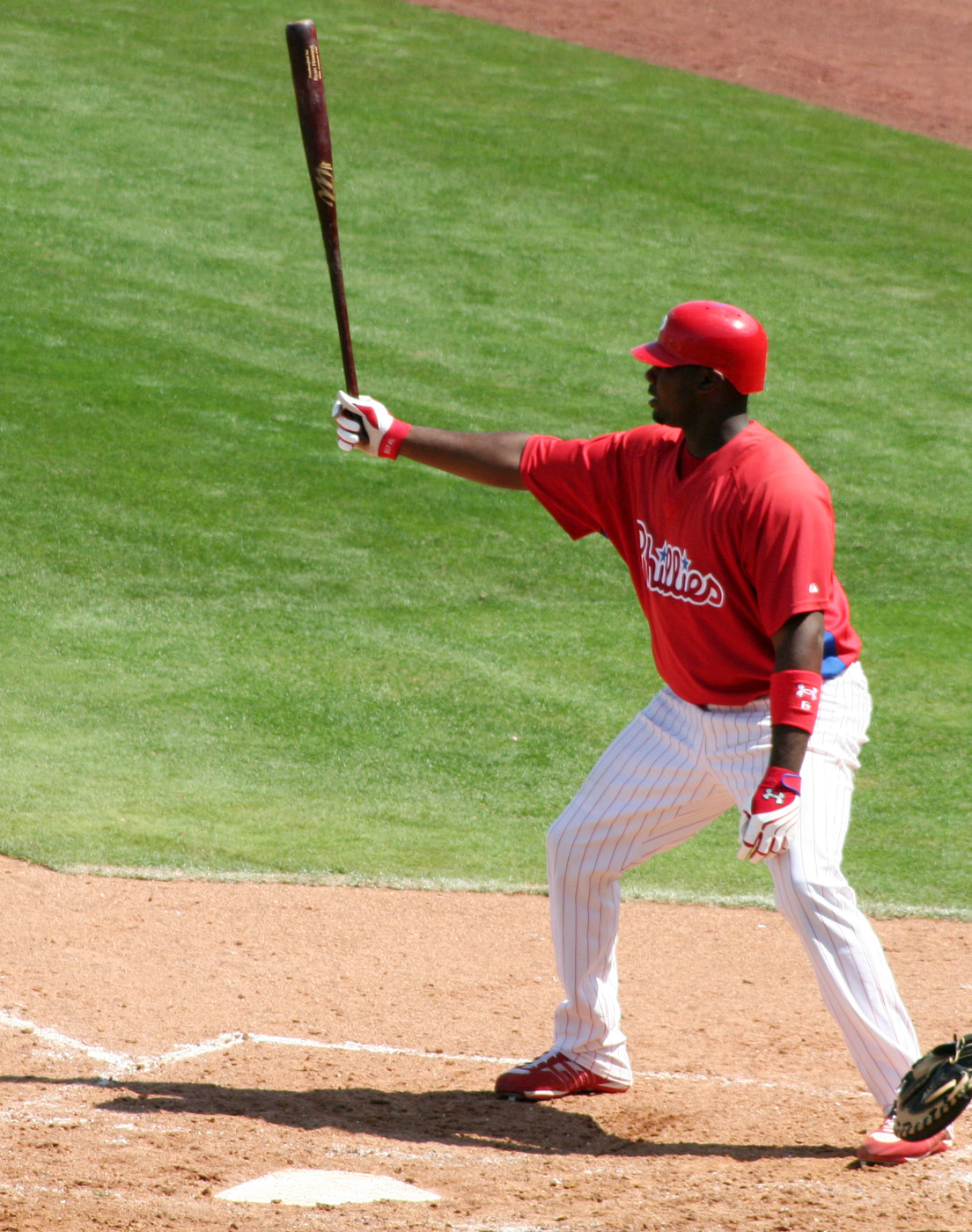
Ryan Howard

| - MVP de la saison (depuis 1911) : - Chuck Klein (1932) - Jim Konstanty (1950) - Mike Schmidt (1980, 1981 et 1986) - Ryan Howard (2006) - Jimmy Rollins (2007) - Trophée Cy Young (depuis 1956) : - Steve Carlton (1972, 1977, 1980 et 1982) - John Denny (1983) - Steve Bedrosian (1987) - Roy Halladay (2010) - Manager de l'année (depuis 1983) : - Larry Bowa (2001) |  | - Prix Hank Aaron (depuis 1999) : - Ryan Howard (2004) - Prix Roberto Clemente (depuis 1971) : - Greg Luzinski (1978) - Garry Maddox (1986) - Recrue de l'année (depuis 1947) : - Jack Sanford (1957) - Dick Allen (1964) - Scott Rolen (1997) - Ryan Howard (2005) |

## Affiliations enligues mineures
| Niveau | Franchise                 | Ligue                      | Ville             | État                   | Affilié depuis |
| ------ | ------------------------- | -------------------------- | ----------------- | ---------------------- | -------------- |
| AAA    | IronPigs de Lehigh Valley | Ligue internationale       | Allentown         | Pennsylvanie           | 2008           |
| AA     | Fightin Phils de Reading  | Eastern League             | Reading           | Pennsylvanie           | 1967           |
| A+     | BlueClaws de Jersey Shore | South Atlantic League      | Lakewood Township | New Jersey             | 2001           |
| A-     | Threshers de Clearwater   | Ligue de l'État de Floride | Clearwater        | Floride                | 1985           |
| Rookie | FCL Phillies              | Florida Complex League     | Clearwater        | Floride                | 1984           |
| Rookie | DSL Phillies Red          | Dominican Summer League    | Saint-Domingue    | République dominicaine | 2007           |
| Rookie | DSL Phillies White        | Dominican Summer League    | Saint-Domingue    | République dominicaine | 2007           |